# バンフ
バンフ（英: Banff）は、カナダのアルバータ州に属している町である。バンフ国立公園内に存在しており、カナディアン・ロッキー山脈観光の中心地である。夏季の登山、冬季のスキーなどで賑わうリゾート地であり、温泉保養地としても人気が高い。

## 地理

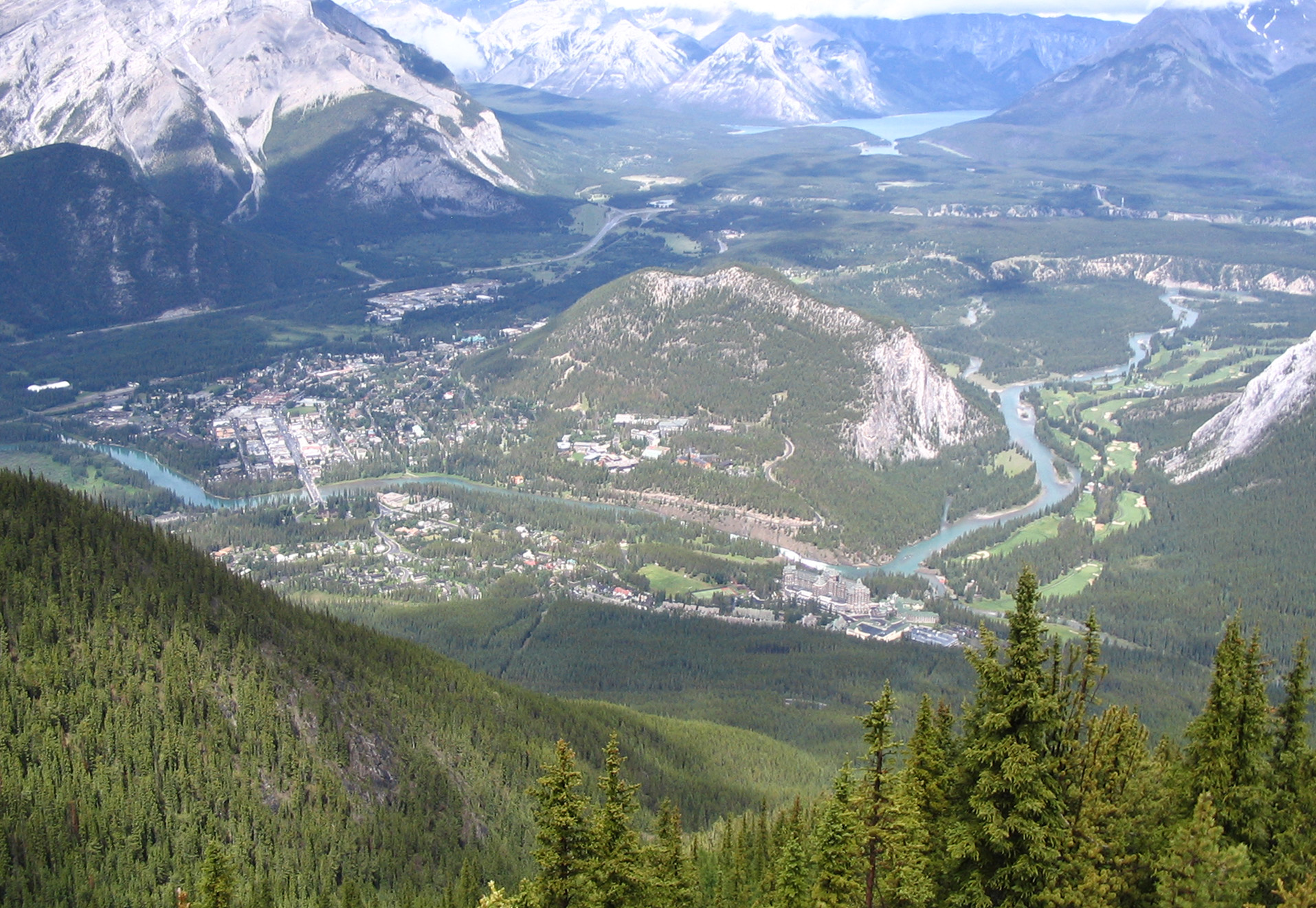
サルファー山から北東方向の眺望。左奥のカスケード山の麓から手前にかけてがバンフ市街。ボー川に近い中央の低山がトンネル山。

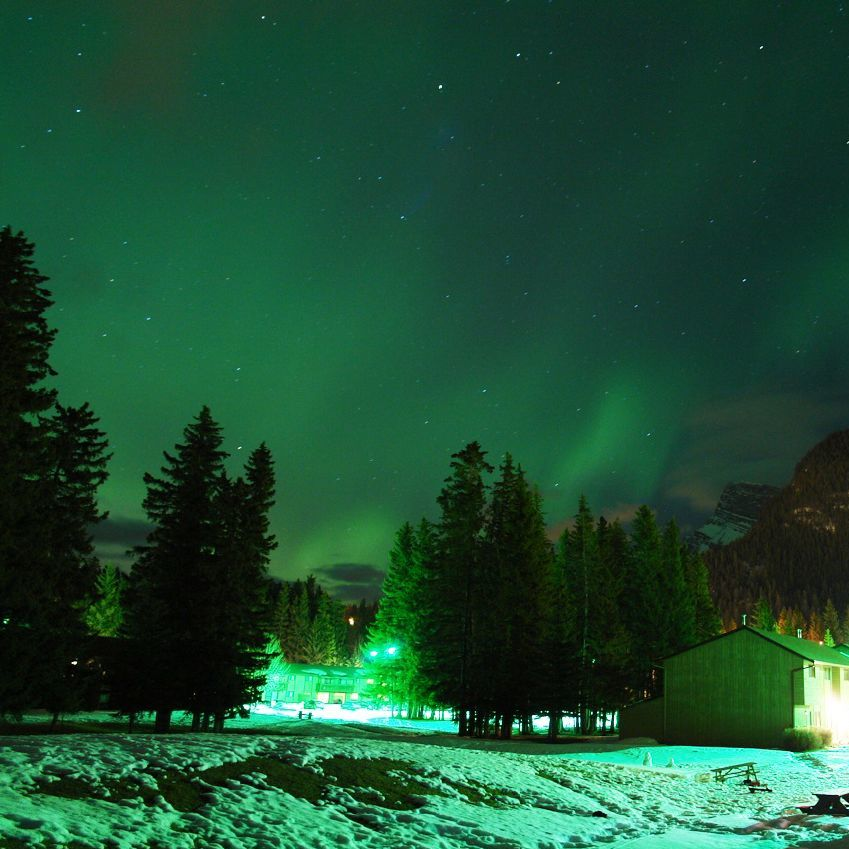
バンフで観測されたオーロラ。

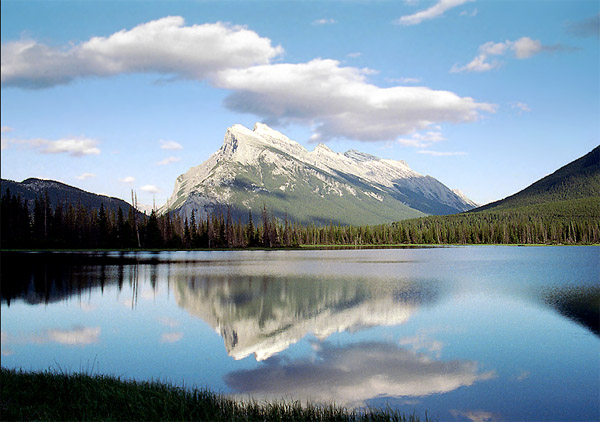
ヴァーミリオン湖から見たランドル山

カルガリーからトランスカナダハイウェイで西へ127km、ブリティッシュコロンビア州との州境近くのレイク・ルイーズまで60kmの位置にある。標高1,384 mにありレイク・ルイーズに次いでカナダで2番目に標高の高い居住地である。
サスカチュワン川の支流の1つであるボウ川を挟み、カナディアン・ロッキーの山々に囲まれている。
- カスケード山（Cascade Mountain; 2998 m）
- ランドル山（Mount Rundle; 2949 m）
- ノーケイ山（Mount Norquay; 2134 m）
- サルファー山（Sulphur Mountain; 2281 m）

周囲には湖が点在しているが大きなものとして市街の北東にミネワンカ湖(Lake Minnewanka; 21.5 km2)がある。なお、バンフは北緯51度付近と比較的高緯度に位置していることもあり、オーロラが観測されたこともある。

## 歴史
バンフの街はカナディアン・パシフィック鉄道によって1880年代に観光地として作られた。同社の3人の作業員が1883年に偶然に温泉を見つけた（現・ケイヴ・アンド・ベイスン国定史跡）のがきっかけである。1884年、カナディアン・パシフィック鉄道社長のジョージ・スチーブン (George Stephen) によって彼の生まれ故郷のスコットランドのバンフから命名された。
1885年に連邦政府が周辺26平方キロを保護区とし、鉄道経営を後押しする狙いもありリゾート地として宣伝した。1887年保護区は673平方キロに拡大され、「ロッキー・マウンテン・パーク」と命名された。これがカナダにおける国立公園の最初である。カナディアン・パシフィック鉄道は沿線の開発を進め、バンフ国立公園となったこの地域をリゾート地として宣伝した。その目玉施設として豪華なバンフ・スプリングス・ホテルを建設した。
また今日のバンフの盛況を築いた人物として、ノーマン・ラクストン(Norman Luxton)が挙げられる。ラクストンはローカル紙Crag and Canyonを発行し、ホテル、劇場、博物館などを建設し、「Mr.バンフ」と呼ばれた。
1972年の冬季オリンピックの開催地として立候補したが、開催の決まった札幌の32票に敗れ、16票で次点であった。1976年、国際天文学連合は火星の北緯17.7度西経30.8度に位置する直径5kmのクレーターにバンフと命名した
。
1984年、バンフ国立公園を含む一帯がカナディアン・ロッキー山脈自然公園群として世界遺産に登録された。1991年には冬季デフリンピックが開催されている。
1990年に自治体としての町が編制され、これはカナダの国立公園内で初めてのことである。

## 気候
亜寒帯気候（Dfc）に属するが湿潤大陸性気候（Dfb）との境界にほど近い。1995年まで観測が行われていたカナダ環境省による気象データによると、1月の平均気温は-9.3℃、7月の平均気温は14.6℃と標高1,383mの高地に位置しているために夏も冷涼で、1年を通じて低温で推移する（但し、高地、高緯度の割には真冬の寒さはさほどきびしくない）。年間降雪量は234cmとなっており、それほど多くは無い。過去最高気温は1934年7月28日の34.4℃、過去最低気温は1950年1月25日の-51.2℃である。
| バンフ (1971−1995年平均)の気候 | バンフ (1971−1995年平均)の気候 | バンフ (1971−1995年平均)の気候 | バンフ (1971−1995年平均)の気候 | バンフ (1971−1995年平均)の気候 | バンフ (1971−1995年平均)の気候 | バンフ (1971−1995年平均)の気候 | バンフ (1971−1995年平均)の気候 | バンフ (1971−1995年平均)の気候 | バンフ (1971−1995年平均)の気候 | バンフ (1971−1995年平均)の気候 | バンフ (1971−1995年平均)の気候 | バンフ (1971−1995年平均)の気候 | バンフ (1971−1995年平均)の気候 |
| 月                             | 1月                            | 2月                            | 3月                            | 4月                            | 5月                            | 6月                            | 7月                            | 8月                            | 9月                            | 10月                           | 11月                           | 12月                           | 年                             |
| ------------------------------ | ------------------------------ | ------------------------------ | ------------------------------ | ------------------------------ | ------------------------------ | ------------------------------ | ------------------------------ | ------------------------------ | ------------------------------ | ------------------------------ | ------------------------------ | ------------------------------ | ------------------------------ |
| 最高気温記録 °C （°F）         | 12.2 (54)                      | 14.7 (58.5)                    | 17.2 (63)                      | 25.6 (78.1)                    | 29.4 (84.9)                    | 33.3 (91.9)                    | 34.4 (93.9)                    | 33.9 (93)                      | 31.0 (87.8)                    | 26.5 (79.7)                    | 16.5 (61.7)                    | 12.5 (54.5)                    | 34.4 (93.9)                    |
| 平均最高気温 °C （°F）         | −4.6 (23.7)                    | −0.4 (31.3)                    | 4.5 (40.1)                     | 9.5 (49.1)                     | 14.5 (58.1)                    | 18.5 (65.3)                    | 21.9 (71.4)                    | 21.3 (70.3)                    | 16.3 (61.3)                    | 10.1 (50.2)                    | 0.2 (32.4)                     | −5.1 (22.8)                    | 8.9 (48)                       |
| 日平均気温 °C （°F）           | −9.3 (15.3)                    | −6 (21)                        | −1.4 (29.5)                    | 3.5 (38.3)                     | 8.1 (46.6)                     | 12.0 (53.6)                    | 14.6 (58.3)                    | 14.1 (57.4)                    | 9.5 (49.1)                     | 4.4 (39.9)                     | −4.1 (24.6)                    | −9.2 (15.4)                    | 3.0 (37.4)                     |
| 平均最低気温 °C （°F）         | −14.1 (6.6)                    | −11.6 (11.1)                   | −7.3 (18.9)                    | −2.5 (27.5)                    | 1.7 (35.1)                     | 5.4 (41.7)                     | 7.4 (45.3)                     | 6.9 (44.4)                     | 2.7 (36.9)                     | −1.3 (29.7)                    | −8.4 (16.9)                    | −13.3 (8.1)                    | −2.9 (26.8)                    |
| 最低気温記録 °C （°F）         | −51.2 (−60.2)                  | −45 (−49)                      | −40.6 (−41.1)                  | −27.2 (−17)                    | −17.8 (0)                      | −3.9 (25)                      | −1.7 (28.9)                    | −4.5 (23.9)                    | −16.7 (1.9)                    | −27 (−17)                      | −40.6 (−41.1)                  | −48.3 (−54.9)                  | −51.2 (−60.2)                  |
| 降水量 mm （inch）             | 27.5 (1.083)                   | 21.9 (0.862)                   | 23.4 (0.921)                   | 32.4 (1.276)                   | 59.6 (2.346)                   | 61.7 (2.429)                   | 54.2 (2.134)                   | 60.1 (2.366)                   | 42.1 (1.657)                   | 29.4 (1.157)                   | 26.8 (1.055)                   | 33.2 (1.307)                   | 472.3 (18.594)                 |
| 降雪量 cm （inch）             | 34.1 (13.43)                   | 29.3 (11.54)                   | 28.1 (11.06)                   | 22.5 (8.86)                    | 17.0 (6.69)                    | 1.8 (0.71)                     | 0.0 (0)                        | 0.2 (0.08)                     | 5.7 (2.24)                     | 19.8 (7.8)                     | 32.3 (12.72)                   | 43.2 (17.01)                   | 234.1 (92.17)                  |
| 平均降雨日数 （≥0.2 mm）       | 0.8                            | 0.9                            | 1.6                            | 4.8                            | 11.7                           | 14.9                           | 14.5                           | 14.9                           | 10.0                           | 5.6                            | 2.3                            | 1.0                            | 82.9                           |
| 平均降雪日数 （≥0.2 cm）       | 11.1                           | 9.8                            | 10.0                           | 7.9                            | 4.1                            | 0.4                            | 0.0                            | 0.2                            | 2.2                            | 4.9                            | 9.2                            | 11.2                           | 71.0                           |
| 出典：                         |                                |                                |                                |                                |                                |                                |                                |                                |                                |                                |                                |                                |                                |

## 人口
2011年国勢調査によれば、人口7584人。
同年の自治体統計では居住者8244名、このうち定住者7251名である。
日本人が多く居住しており、定住者の6%に達している。
町の人口増加が国立公園の自然に悪影響を及ぼす恐れが指摘されることもあるため、連邦政府は開発を制限し、「居住の必要性」を示せる者に限って定住を認めることで対応している。

## 交通

### バス
Roam（ローム）と呼ばれる公共交通（バス）が運行されている。旧名は1994年から運営しているバンフ交通局（Banff Public Transit）で、2008年にRoamとしてブランディングした。現在の運営者は2011年に創設されたボー・ヴァレー地域交通委員会（Bow Valley Regional Transit Services Commission (BVRTSC) ）。

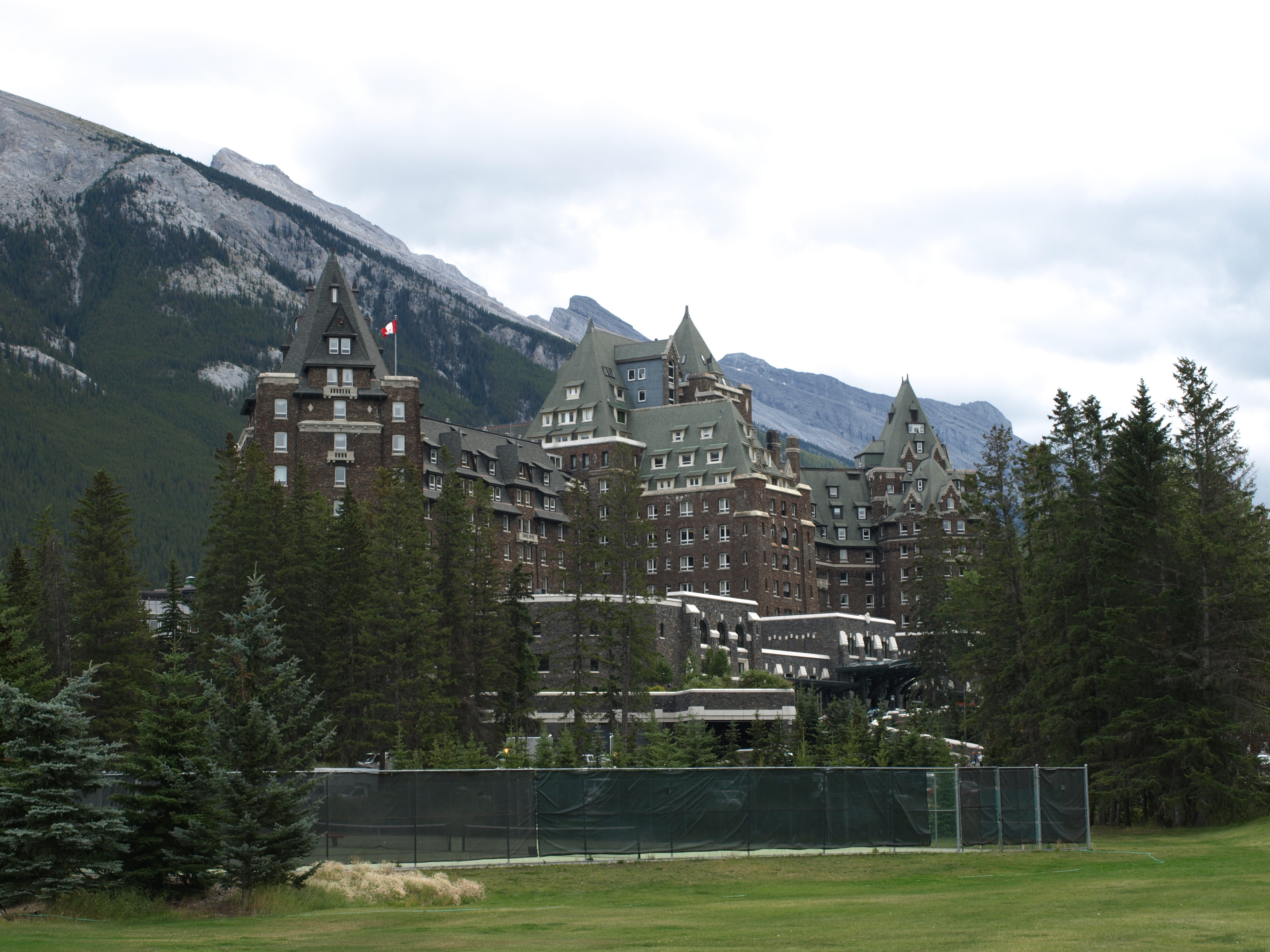
バンフスプリングスホテル

- ルート1 サルファー山（Sulphur Mountain）

バンフ・アベニューを抜けてサルファー山のゴンドラ乗り場行き。
- ルート2 トンネル山（Tunnel Mountain）

トンネル山キャンプ場とバンフ・スプリングス・ホテルを結ぶ。
- ルート3 バンフ - キャンモア地区（Canmore Regional）

バンフから25km南東のキャンモアまでを約30分で結ぶ。
- ルート4 ケイヴ・アンド・ベイスン（Cave & Basin）

中心街からケイヴ・アンド・ベイスン国定史跡を経由してサルファー山のゴンドラ乗り場まで。なおルート4は夏季週末のみの運行。

### 鉄道

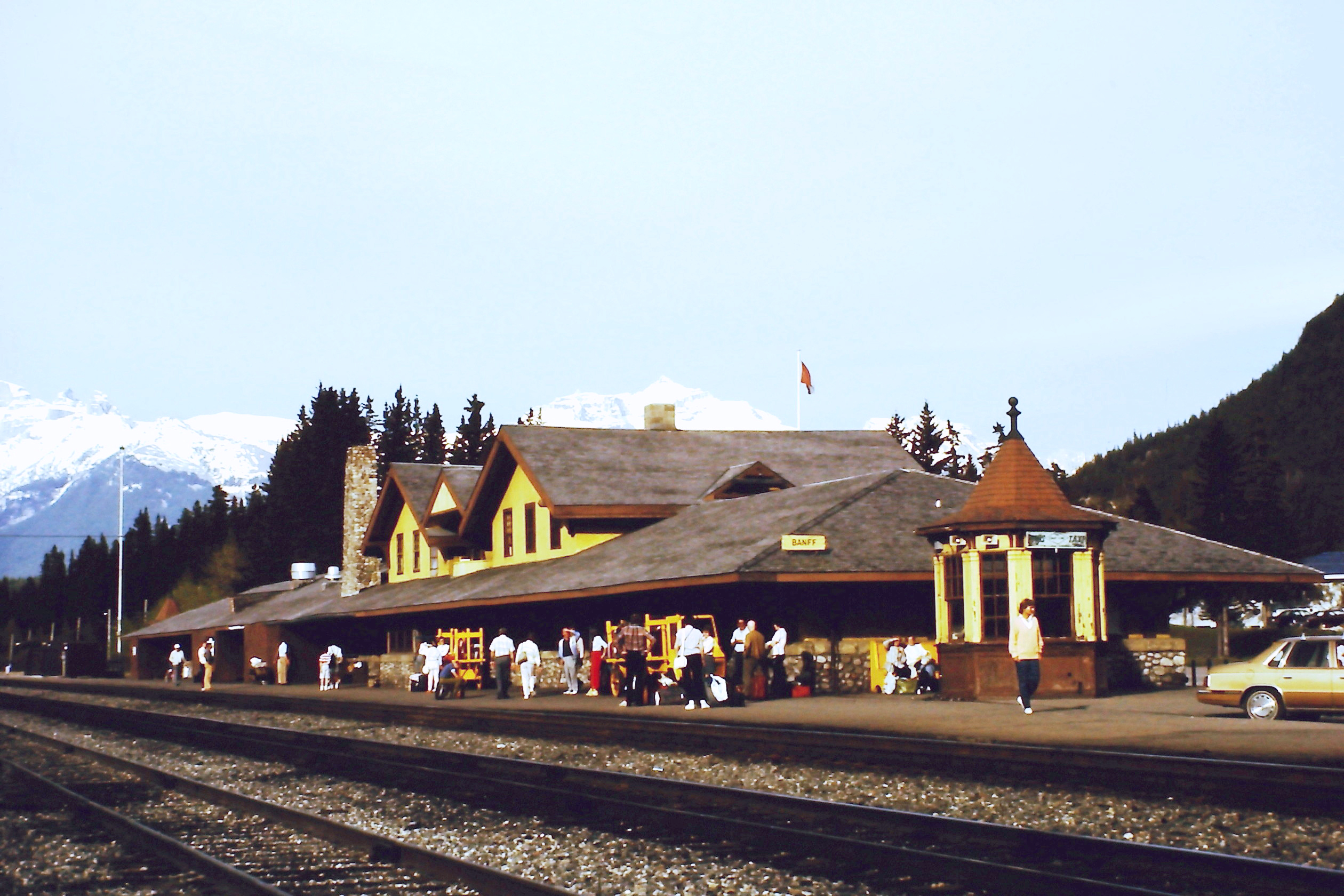
バンフ駅

カナダ太平洋鉄道による定期旅客列車はすでに廃止されている。現在はロッキーマウンテニア社による観光列車が、夏季限定でバンクーバー - カムループス - レイク・ルイーズ - バンフのルートで運行されている。また、カナダ連邦政府とアルバータ州政府は渋滞の緩和や環境保護等の理由からカルガリー国際空港までの鉄道計画を発表している。カルガリーまで1日6 - 8往復約1時間30分で結ぶ計画である。

### 航空
最寄りの国際空港はカルガリー国際空港である。トランスカナダハイウェイ沿いにパークス・カナダが管理するバンフ空港が設置されているものの、バンフ国立公園内にあるため使用は非常時に限られている。

## 文化

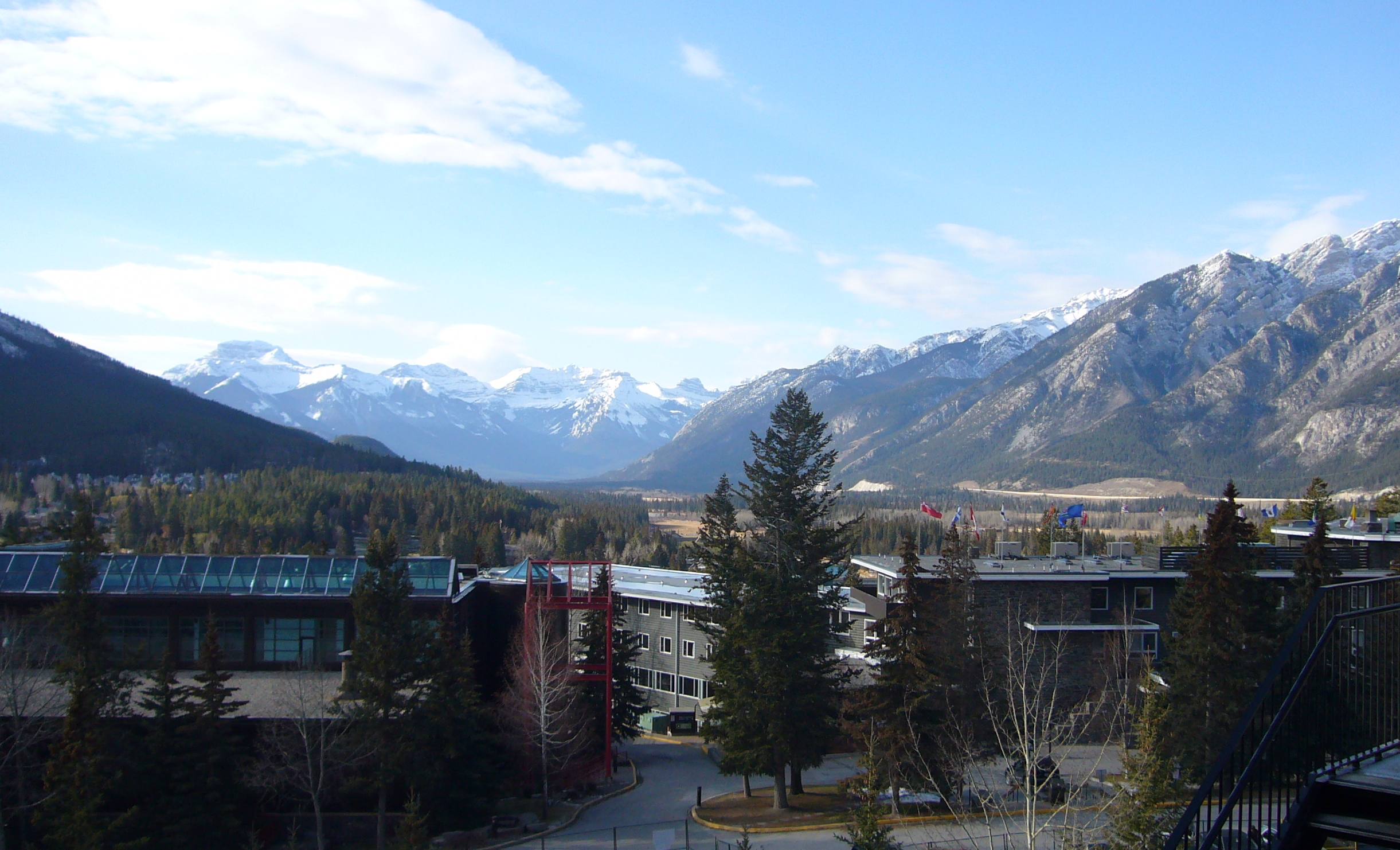
バンフセンター

バンフ芸術創造性センター（Banff Centre for Arts and Creativity）
1933年アルバータ大学によって設立された芸術学校を前身とする滞在型文化施設で、トンネル山の南麓に所在する。音楽や舞台芸術分野のサマースクールの開催地として著名であるが、それに限らず様々な会議が開催されている。またバンフ・マウンテン映画祭、バンフ・マウンテン書籍祭などを開催する芸術文化教育団体となっている。旧名はバンフセンター、バンフ演劇学校（Banff School of Drama）。
バンフ国際研究ステーション(BIRS)
2003年設立。北米における数理科学の国際研究交流拠点であり、カナダ連邦政府、アルバータ州政府に加えてアメリカ国立科学財団とメキシコ科学技術審議会の資金で運営されている。バンフセンター内に宿泊棟と会議棟の2つの建物があり、純粋数学に限らず数学を利用したあらゆる科学を取り扱う様々なプログラムが通年開催されている。

## メディア

### 新聞
- クラッグ・アンド・キャニオン（The Crag and Canyon）：地域の一般紙。ポストメディア社がオーナーである。
- ロッキーマウンテン・アウトルック（Rocky Mountain Outlook）：地域の週刊コミュニティーペーパー。

### ラジオ
FM波にて、ローカル局で観光・国立公園情報専門局として英語(CFPE-FM, 101.1 MHz)とフランス語(CFPF-FM, 103.3 MHz)の2局ある。
その他、カルガリー、エドモントン、キャンモアのラジオ局8局の再送信が行われている。

### テレビ
地上波はCTVテレビジョンネットワークとグローバルテレビジョンネットワークのカルガリー局が再送信を行っている。